# 大店乡
大店乡是中国陕西省咸阳市淳化县下辖的一个乡。

## 行政区划
大店乡下辖以下行政区：
大店村、归乡村、朱家坪村、马家坡村、孟庄村、谋庄村、辛庄村、沟圈村、巴村、齐吴南村